# Hockey World League 2014-15 (vrouwen), halve finale
De halve finale van de Hockey World League 2014-15 (vrouwen) werd gehouden in juni en juli 2015. De twintig deelnemende landen streden in twee toernooien om zeven plaatsen in de finale van de Hockey World League en om zeven plaatsen op de Olympische Spelen van 2016. Als gastland was Argentinië reeds geplaatst voor de finale van de Hockey World League.

## Kwalificatie
De elf landen die op de wereldranglijst van 1 april 2013 op de posities 1 tot en met 11 stonden, waren direct voor de halve finale gekwalificeerd. De twee gastlanden België en Spanje waren ook direct geplaatst. De overige zeven landen kwalificeerden zich via de tweede ronde. In de tabel staat tussen haakjes de positie op de wereldranglijst direct voorafgaand aan het toernooi.
| Data                | Evenement                                 | Locatie                                   | Quota                   | Gekwalificeerd |
| ------------------- | ----------------------------------------- | ----------------------------------------- | ----------------------- | --- |
|                     | Nummer 1 t/m 11 op de FIH-wereldranglijst | Nummer 1 t/m 11 op de FIH-wereldranglijst | 11                      | Argentinië (3) Australië (2) China (7) Duitsland (6) Groot-Brittannië (8) Japan (10) Nederland (1) Nieuw-Zeeland (4) Verenigde Staten (5) Zuid-Afrika (11) Zuid-Korea (9) |
| Gastlanden          | Gastlanden                                | 2                                         | België (12) Spanje (15) | |
| 14–22 februari 2015 | Hockey World League, ronde 2              | Uruguay, Montevideo                       | 2+1                     | Azerbeidzjan (19) Italië (16) Uruguay (29) Frankrijk (24)1 |
| 7–15 maart 2015     | Hockey World League, ronde 2              | India, New Delhi                          | 2                       | India (13) Polen (23) |
| 14–22 maart 2015    | Hockey World League, ronde 2              | Ierland, Dublin                           | 2                       | Canada (20) Ierland (14) |
| Totaal              | Totaal                                    | Totaal                                    | 20                      | |

1Azerbeidzjan kwam niet opdagen voor de halve finale in Antwerpen en werd vervangen door Frankrijk. Dat was het hoogstgeplaatste land op de wereldranglijst dat zich niet gekwalificeerd had én zich op korte termijn beschikbaar kon maken.

## Indeling
De twintig geplaatste landen werden verdeeld in twee groepen, op basis van hun sterkte volgens de wereldranglijst van december 2013. In Antwerpen streden de landen 1, 4, 5, 8, 9, 12, 13, 16, 17 en 20. In Valencia de landen 2, 3, 6, 7, 10, 11, 14, 15, 18 en 19. Land 1 is het land met de hoogste notering op de wereldranglijst, land 2 is het land met de op een na hoogste notering op de wereldranglijst, enz. Indien beide gastlanden België en Spanje in dezelfde groep zouden komen, verwisselde het laagst geklasseerde gastland met het tegenoverliggende land van groep; land 19 zou met land 20 verwisselen, land 18 met land 17, enz.

## Valencia
In het Spaanse Valencia werd gespeeld van 10 tot en met 21 juni 2015.

### Eerste ronde
De eerste vier landen uit elke groep plaatsten zich voor de kwartfinale.
Groep A
| Team             | GS | W | WS | VS | G | V | DV | DT | DS  | Ptn |
| ---------------- | -- | - | -- | -- | - | - | -- | -- | --- | --- |
| Groot-Brittannië | 4  | 4 | 0  | 0  | 0 | 0 | 10 | 2  | +8  | 12  |
| Argentinië       | 4  | 2 | 0  | 0  | 1 | 1 | 11 | 4  | +7  | 7   |
| Spanje           | 4  | 2 | 0  | 0  | 1 | 1 | 6  | 4  | +2  | 7   |
| China            | 4  | 1 | 0  | 0  | 0 | 3 | 3  | 6  | −3  | 3   |
| Canada           | 4  | 0 | 0  | 0  | 0 | 4 | 2  | 16 | −14 | 0   |

| 10 juni 2015 17:00            |               |        |                                                     |
| China                         | 3 - 0 (1 - 0) | Canada | Scheidsrechters: Hannah Sanders Caroline Brunekreef |
| Wei 17' Yang 38' Jiaojiao 51' |               |        | Scheidsrechters: Hannah Sanders Caroline Brunekreef |

| 10 juni 2015 19:00   |               |        |                                             |
| Groot-Brittannië     | 2 - 0 (0 - 0) | Spanje | Scheidsrechters: Kelly Hudson Kylie Seymour |
| Danson 49' Leigh 50' |               |        | Scheidsrechters: Kelly Hudson Kylie Seymour |

| 11 juni 2015 17:00                                                 |               |        |                                          |
| Argentinië                                                         | 6 - 0 (4 - 0) | Canada | Scheidsrechters: Elena Eskina Amy Baxter |
| F. Habif 11' Albertario 14', 25', 42' Barrionuevo 24' Rebecchi 36' |               |        | Scheidsrechters: Elena Eskina Amy Baxter |

| 11 juni 2015 19:00 |               |           |                                            |
| China              | 0 - 1 (0 - 1) | Spanje    | Scheidsrechters: Chieko Soma Mariana Reydo |
|                    |               | 10' Riera | Scheidsrechters: Chieko Soma Mariana Reydo |

| 13 juni 2015 17:00   |               |            |                                             |
| Groot-Brittannië     | 2 - 0 (0 - 0) | Argentinië | Scheidsrechters: Kelly Hudson Karen Bennett |
| Macleod 37' Bray 58' |               |            | Scheidsrechters: Kelly Hudson Karen Bennett |

| 13 juni 2015 19:00             |               |        |                                                    |
| Spanje                         | 3 - 0 (0 - 0) | Canada | Scheidsrechters: Kylie Seymour Caroline Brunekreef |
| Ybarra 33' Riera 49' Gómez 55' |               |        | Scheidsrechters: Kylie Seymour Caroline Brunekreef |

| 14 juni 2015 17:00       |               |                                   |                                           |
| Canada                   | 2 - 4 (1 - 3) | Groot-Brittannië                  | Scheidsrechters: Emi Yamada Karen Bennett |
| Norlander 20' Stairs 60' |               | 8' Danson 24' Twigg 35', 54' Bray | Scheidsrechters: Emi Yamada Karen Bennett |

| 14 juni 2015 19:00 |               |                                           |                                                 |
| China              | 0 - 3 (0 - 3) | Argentinië                                | Scheidsrechters: Caroline Brunekreef Amy Baxter |
|                    |               | 3' Sánchez Moccia 20' Merino 31' F. Habif | Scheidsrechters: Caroline Brunekreef Amy Baxter |

| 16 juni 2015 13:00 |               |       |                                              |
| Groot-Brittannië   | 2 - 0 (1 - 0) | China | Scheidsrechters: Mariana Reydo Kylie Seymour |
| Bray 5', 57'       |               |       | Scheidsrechters: Mariana Reydo Kylie Seymour |

| 16 juni 2015 19:00               |               |                        |                                           |
| Argentinië                       | 2 - 2 (1 - 1) | Spanje                 | Scheidsrechters: Chieko Soma Kelly Hudson |
| Rodríguez 30' Gomes Fantasia 53' |               | 5' Guinea 59' Petchame | Scheidsrechters: Chieko Soma Kelly Hudson |

Groep B
| Team             | GS | W | WS | VS | G | V | DV | DT | DS  | Ptn |
| ---------------- | -- | - | -- | -- | - | - | -- | -- | --- | --- |
| Ierland          | 4  | 3 | 0  | 0  | 0 | 1 | 10 | 6  | +4  | 9   |
| Duitsland        | 4  | 2 | 0  | 0  | 2 | 0 | 12 | 2  | +10 | 8   |
| Verenigde Staten | 4  | 2 | 0  | 0  | 1 | 1 | 8  | 5  | +3  | 7   |
| Zuid-Afrika      | 4  | 0 | 0  | 0  | 2 | 2 | 3  | 9  | −6  | 2   |
| Uruguay          | 4  | 0 | 0  | 0  | 1 | 3 | 3  | 14 | −11 | 1   |

| 10 juni 2015 13:00 |               |                             |                                           |
| Zuid-Afrika        | 1 - 4 (1 - 2) | Ierland                     | Scheidsrechters: Mariana Reydo Amy Baxter |
| Madsen 9'          |               | 5', 18', 50' Evans 56' Daly | Scheidsrechters: Mariana Reydo Amy Baxter |

| 10 juni 2015 12:00                                                        |               |         |                                           |
| Duitsland                                                                 | 8 - 0 (3 - 0) | Uruguay | Scheidsrechters: Chieko Soma Elina Eskina |
| Hoffmann 5' Lorenz 9' Stapenhorst 11', 37' Haase 35', 60' Krüger 36', 42' |               |         | Scheidsrechters: Chieko Soma Elina Eskina |

| 11 juni 2015 13:00     |               |         |                                           |
| Verenigde Staten       | 2 - 0 (1 - 0) | Uruguay | Scheidsrechters: Emi Yamada Karen Bennett |
| Dawson 25' Sharkey 60' |               |         | Scheidsrechters: Emi Yamada Karen Bennett |

| 11 juni 2015 15:00                |               |                |                                               |
| Duitsland                         | 3 - 1 (1 - 0) | Ierland        | Scheidsrechters: Kylie Seymour Hannah Sanders |
| Schröder 32' Mävers 37' Haase 60' |               | 48' O'Flanagan | Scheidsrechters: Kylie Seymour Hannah Sanders |

| 13 juni 2015 13:00                   |               |                       |                                          |
| Ierland                              | 3 - 2 (1 - 0) | Uruguay               | Scheidsrechters: Elena Eskina Amy Baxter |
| O'Flanagan 26' Evans 36' Connery 57' |               | 41' Stanley 44' Vilar | Scheidsrechters: Elena Eskina Amy Baxter |

| 13 juni 2015 15:00 |               |                                                   |                                            |
| Zuid-Afrika        | 1 - 4 (1 - 2) | Verenigde Staten                                  | Scheidsrechters: Hannah Sanders Emi Yamada |
| Chamberlain 7'     |               | 29' Crandall 33' Falgowski 49' Sharkey 59' Witmer | Scheidsrechters: Hannah Sanders Emi Yamada |

| 14 juni 2015 13:00 |               |             |                                           |
| Uruguay            | 1 - 1 (0 - 0) | Zuid-Afrika | Scheidsrechters: Kelly Hudson Chieko Soma |
| Vilar 58'          |               | 38' Evans   | Scheidsrechters: Kelly Hudson Chieko Soma |

| 14 juni 2015 15:00       |               |                     |                                             |
| Duitsland                | 2 - 2 (0 - 1) | Verenigde Staten    | Scheidsrechters: Mariana Reydo Elena Eskina |
| Altenburg 39' Krüger 40' |               | 11', 48' Reinprecht | Scheidsrechters: Mariana Reydo Elena Eskina |

| 16 juni 2015 15:00 |               |                           |                                                    |
| Verenigde Staten   | 0 - 2 (0 - 1) | Ierland                   | Scheidsrechters: Caroline Brunekreef Karen Bennett |
|                    |               | 29' Frazer 60' O'Flanagan | Scheidsrechters: Caroline Brunekreef Karen Bennett |

| 16 juni 2015 17:00 |       |           |                                            |
| Zuid-Afrika        | 0 - 0 | Duitsland | Scheidsrechters: Hannah Sanders Emi Yamada |
|                    |       |           | Scheidsrechters: Hannah Sanders Emi Yamada |

### Kwartfinales
| 18 juni 2015 11:30                                                                        |               |                                                                              |                                            |
| Ierland                                                                                   | 1 - 1 (0 - 1) | China                                                                        | Scheidsrechters: Kelly Hudson Elena Eskina |
| Watkins 42'                                                                               |               | 5' Xiaoxue                                                                   | Scheidsrechters: Kelly Hudson Elena Eskina |
| Shoot-out                                                                                 |               |                                                                              | Scheidsrechters: Kelly Hudson Elena Eskina |
| Frazer goal Smyth mis O'Flanagan goal Connery goal Evans mis —— Frazer mis O'Flanagan mis | 3 – 4         | mis Jiaojiao goal Meiyu goal Yang goal Jiaqi mis Qian —— mis Yang goal Meiyu | Scheidsrechters: Kelly Hudson Elena Eskina |

| 18 juni 2015 14:00                |               |                  |                                              |
| Argentinië                        | 3 - 0 (2 - 0) | Verenigde Staten | Scheidsrechters: Kylie Seymour Karen Bennett |
| Rebecchi 16', 29' Barrionuevo 44' |               |                  | Scheidsrechters: Kylie Seymour Karen Bennett |

| 18 juni 2015 16:30              |               |             |                                                  |
| Groot-Brittannië                | 2 - 0 (2 - 0) | Zuid-Afrika | Scheidsrechters: Chieko Soma Caroline Brunekreef |
| Danson 12' Richardson-Walsh 14' |               |             | Scheidsrechters: Chieko Soma Caroline Brunekreef |

| 18 juni 2015 19:00                                                             |               |                                                                 |                                           |
| Duitsland                                                                      | 1 - 1 (0 - 0) | Spanje                                                          | Scheidsrechters: Mariana Reydo Amy Baxter |
| Hoffmann 51'                                                                   |               | 42' Riera                                                       | Scheidsrechters: Mariana Reydo Amy Baxter |
| Shoot-out                                                                      |               |                                                                 | Scheidsrechters: Mariana Reydo Amy Baxter |
| Stapenhorst mis Altenburg mis Mävers mis Teschke goal Hauke goal —— Hauke goal | 3 – 2         | goal Oliva mis Magaz goal Pérez mis Tost mis Riera —— mis Oliva | Scheidsrechters: Mariana Reydo Amy Baxter |

### Kruisingswedstrijden
Om plaatsen 5-8
| 20 juni 2015 11:30                                         |               |                |                                               |
| Verenigde Staten                                           | 6 - 1 (2 - 0) | Ierland        | Scheidsrechters: Hannah Sanders Mariana Reydo |
| Crandall 8', 9' O'Donnell 35', 41' Selenski 47' Witmer 58' |               | 43' O'Flanagan | Scheidsrechters: Hannah Sanders Mariana Reydo |

| 20 juni 2015 14:00 |               |                    |                                        |
| Zuid-Afrika        | 0 - 2 (0 - 2) | Spanje             | Scheidsrechters: Emi Yamada Amy Baxter |
|                    |               | 4' Magaz 12' Riera | Scheidsrechters: Emi Yamada Amy Baxter |

Halve finales
| 20 juni 2015 16:30 |               |                 |                                           |
| Argentinië         | 1 - 2 (1 - 1) | China           | Scheidsrechters: Chieko Soma Elena Eskina |
| Rebecchi 24'       |               | 25', 56' Mengyu | Scheidsrechters: Chieko Soma Elena Eskina |

| 20 juni 2015 19:00 |               |           |                                             |
| Groot-Brittannië   | 1 - 0 (1 - 0) | Duitsland | Scheidsrechters: Kylie Seymour Kelly Hudson |
| Owsley 7'          |               |           | Scheidsrechters: Kylie Seymour Kelly Hudson |

## Plaatsingswedstrijden
Om de 9e/10e plaats
| 19 juni 2015 19:00    |               |         |                                                |
| Canada                | 2 - 0 (2 - 0) | Uruguay | Scheidsrechters: Ayanna McClean Hannah Sanders |
| Watson 24' Hennig 29' |               |         | Scheidsrechters: Ayanna McClean Hannah Sanders |

Om de 7e/8e plaats
| 21 juni 2015 11:30                                 |               |         |                                               |
| Zuid-Afrika                                        | 4 - 0 (1 - 0) | Ierland | Scheidsrechters: Hannah Sanders Karen Bennett |
| Manuel 14' Deetlefts 44' Du Plessis 52' Madsen 55' |               |         | Scheidsrechters: Hannah Sanders Karen Bennett |

Om de 5e/6e plaats
| 21 juni 2015 14:00 |               |                                        |                                                    |
| Spanje             | 1 - 3 (1 - 1) | Verenigde Staten                       | Scheidsrechters: Kylie Seymour Caroline Brunekreef |
| Pérez 15'          |               | 17' Reinprecht 40' Sharkey 56' Vittese | Scheidsrechters: Kylie Seymour Caroline Brunekreef |

Om de 3e/4e plaats
| 21 juni 2015 16:30                                   |               |                                                                  |                                            |
| Duitsland                                            | 1 - 1 (0 - 1) | Argentinië                                                       | Scheidsrechters: Kelly Hudson Elena Eskina |
| Korth 58'                                            |               | 16' Rebecchi                                                     | Scheidsrechters: Kelly Hudson Elena Eskina |
| Shoot-out                                            |               |                                                                  | Scheidsrechters: Kelly Hudson Elena Eskina |
| Hillmann mis Mävers goal Altenburg goal Teschke goal | 3 – 1         | mis Gomes Fantasia mis Merino mis Sánchez Moccia goal Albertario | Scheidsrechters: Kelly Hudson Elena Eskina |

Finale
| 21 juni 2015 19:00  |               |       |                                           |
| Groot-Brittannië    | 2 - 0 (1 - 0) | China | Scheidsrechters: Mariana Reydo Amy Baxter |
| Webb 25' Danson 35' |               |       | Scheidsrechters: Mariana Reydo Amy Baxter |

## Antwerpen
In het Belgische Antwerpen werd gespeeld van 20 juni tot en met 4 juli 2015.

### Eerste ronde
Groep A
| Team       | GS | W | WS | VS | G | V | DV | DT | DS  | Ptn |
| ---------- | -- | - | -- | -- | - | - | -- | -- | --- | --- |
| Nederland  | 4  | 4 | 0  | 0  | 0 | 0 | 26 | 1  | +25 | 12  |
| Zuid-Korea | 4  | 2 | 0  | 0  | 1 | 1 | 14 | 3  | +11 | 7   |
| Italië     | 4  | 1 | 0  | 0  | 2 | 1 | 7  | 12 | −5  | 5   |
| Japan      | 4  | 1 | 0  | 0  | 1 | 2 | 8  | 8  | 0   | 4   |
| Frankrijk  | 4  | 0 | 0  | 0  | 0 | 4 | 1  | 31 | −30 | 0   |

| 20 juni 2015 12:00 |               |              |                                            |
| Zuid-Korea         | 1 - 1 (1 - 0) | Italië       | Scheidsrechters: Amber Church Xiaoying Liu |
| M. Park 11'        |               | 58' Ruggieri | Scheidsrechters: Amber Church Xiaoying Liu |

| 20 juni 2015 14:00                                                                                |                |           |                                                  |
| Nederland                                                                                         | 11 - 0 (7 - 0) | Frankrijk | Scheidsrechters: Hong Chen Carolina de la Fuente |
| Verschoor 9' Paumen 11', 49', 60' Jonker 13', 31' Van Maasakker 18' Welten 22', 25', 56' Hoog 44' |                |           | Scheidsrechters: Hong Chen Carolina de la Fuente |

| 21 juni 2015 14:00 |               |                           |                                                  |
| Zuid-Korea         | 1 - 2 (1 - 1) | Nederland                 | Scheidsrechters: Melissa Trivic Annelize Rostron |
| S.Park 9'          |               | 5' De Goede 47' Verschoor | Scheidsrechters: Melissa Trivic Annelize Rostron |

| 21 juni 2015 20:00 |               |                                                           |                                            |
| Frankrijk          | 1 - 6 (0 - 4) | Japan                                                     | Scheidsrechters: Sarah Wilson Xiaoying Liu |
| Lecas 58'          |               | 6' Y. Nagai 11', 28', 43' Oikawa 14' Shibata 45' H. Nagai | Scheidsrechters: Sarah Wilson Xiaoying Liu |

| 23 juni 2015 20:00 |               |                                         |                                                 |
| Japan              | 0 - 4 (0 - 2) | Nederland                               | Scheidsrechters: Claire Adenot Anneliza Rostron |
|                    |               | 13', 47' Paumen 26' Van As 55' De Waard | Scheidsrechters: Claire Adenot Anneliza Rostron |

| 24 juni 2015 12:00                           |               |           |                                            |
| Italië                                       | 4 - 0 (3 - 0) | Frankrijk | Scheidsrechters: Hong Chen Irene Presenqui |
| Wybieralska 14', 47' Casale 17' Ruggieri 24' |               |           | Scheidsrechters: Hong Chen Irene Presenqui |

| 25 juni 2015 10:00                                                                |                |           |                                         |
| Zuid-Korea                                                                        | 11 - 0 (3 - 0) | Frankrijk | Scheidsrechters: Amber Church Hong Chen |
| Cheon 5' Han 22', 42' M. Park 33' J. Kim 36', 51' Oh 38', 54' Baek 48' B. Kim 57' |                |           | Scheidsrechters: Amber Church Hong Chen |

| 25 juni 2015 12:00  |               |                 |                                                 |
| Japan               | 2 - 2 (2 - 2) | Italië          | Scheidsrechters: Melissa Trivic Hyun-young Kang |
| Shibata 4' Kato 15' |               | 7', 29' Braconi | Scheidsrechters: Melissa Trivic Hyun-young Kang |

| 27 juni 2015 12:00 |               |            |                                                |
| Japan              | 0 - 1 (0 - 1) | Zuid-Korea | Scheidsrechters: Amber Church Laurine Delforge |
|                    |               | 17' J. Kim | Scheidsrechters: Amber Church Laurine Delforge |

| 27 juni 2015 14:00                                                                                   |               |        |                                                 |
| Nederland                                                                                            | 9 - 0 (4 - 0) | Italië | Scheidsrechters: Claire Adenot Annelize Rostron |
| Paumen 3', 12', 40' Van Maasakker 18' Hoog 29' Welten 37', 51' Keetels 46' Dirkse van den Heuvel 54' |               |        | Scheidsrechters: Claire Adenot Annelize Rostron |

Groep B
| Team          | GS | W | WS | VS | G | V | DV | DT | DS  | Ptn |
| ------------- | -- | - | -- | -- | - | - | -- | -- | --- | --- |
| Nieuw-Zeeland | 4  | 4 | 0  | 0  | 0 | 0 | 21 | 0  | +21 | 12  |
| Australië     | 4  | 3 | 0  | 0  | 0 | 1 | 15 | 4  | +11 | 9   |
| België        | 4  | 2 | 0  | 0  | 0 | 2 | 3  | 4  | −1  | 6   |
| India         | 4  | 1 | 0  | 0  | 0 | 3 | 5  | 11 | −6  | 3   |
| Polen         | 4  | 0 | 0  | 0  | 0 | 4 | 1  | 26 | −25 | 0   |

| 20 juni 2015 10:00                                                                                   |                |       |                                               |
| Nieuw-Zeeland                                                                                        | 12 - 0 (6 - 0) | Polen | Scheidsrechters: Sarah Wilson Irene Presenqui |
| Punt 8', 34' Flynn 13', 15', 32', 47' Keddell 15' Merry 19', 48' Webster 37' Pearce 42' Thompson 55' |                |       | Scheidsrechters: Sarah Wilson Irene Presenqui |

| 20 juni 2015 16:00 |               |       |                                                 |
| België             | 1 - 0 (0 - 0) | India | Scheidsrechters: Claire Adenot Annelize Rostron |
| Van Lindt 35'      |               |       | Scheidsrechters: Claire Adenot Annelize Rostron |

| 21 juni 2015 10:00                                                                |               |       |                                                   |
| Australië                                                                         | 9 - 0 (4 - 0) | Polen | Scheidsrechters: Hyun-young Kang Laurine Delforge |
| Kenny 9', 22', 35', 44' Parker 20' Smith 25' Slattery 42' Nanscawen 54' Blyth 57' |               |       | Scheidsrechters: Hyun-young Kang Laurine Delforge |

| 23 juni 2015 14:00                       |               |       |                                                        |
| Nieuw-Zeeland                            | 5 - 0 (2 - 0) | India | Scheidsrechters: Hyun-young Kang Carolina de la Fuente |
| Flynn 10', 40' Merry 18' Pearce 52', 56' |               |       | Scheidsrechters: Hyun-young Kang Carolina de la Fuente |

| 24 juni 2015 16:00             |               |                |                                                  |
| India                          | 3 - 1 (2 - 0) | Polen          | Scheidsrechters: Melissa Trivic Laurine Delforge |
| Ra. Rani 20', 29' Katariya 54' |               | 49' Wiśniewska | Scheidsrechters: Melissa Trivic Laurine Delforge |

| 24 juni 2015 18:00 |               |                      |                                            |
| België             | 0 - 2 (0 - 1) | Australië            | Scheidsrechters: Sarah Wilson Amber Church |
|                    |               | 9' Kenny 41' McMahon | Scheidsrechters: Sarah Wilson Amber Church |

| 25 juni 2015 18:00 |               |                      |                                                      |
| Polen              | 0 - 2 (0 - 1) | België               | Scheidsrechters: Claire Adenot Carolina de la Fuente |
|                    |               | 24' Sinia 54' Simons | Scheidsrechters: Claire Adenot Carolina de la Fuente |

| 25 juni 2015 20:00 |               |                     |                                                   |
| Australië          | 0 - 2 (0 - 0) | Nieuw-Zeeland       | Scheidsrechters: Irene Presenqui Laurine Delforge |
|                    |               | 33' Punt 54' Gunson | Scheidsrechters: Irene Presenqui Laurine Delforge |

| 27 juni 2015 16:00 |               |                    |                                              |
| België             | 0 - 2 (0 - 1) | Nieuw-Zeeland      | Scheidsrechters: Melissa Trivic Sarah Wilson |
|                    |               | 12' Punt 33' Flynn | Scheidsrechters: Melissa Trivic Sarah Wilson |

| 27 juni 2015 18:00     |               |                         |                                                     |
| Australië              | 4 - 2 (2 - 1) | India                   | Scheidsrechters: Carolina de la Fuente Xiaoying Liu |
| Kenny 2', 6', 33', 44' |               | 5' Katariya 33' P. Rani | Scheidsrechters: Carolina de la Fuente Xiaoying Liu |

### Kwartfinales
| 30 juni 2015 13:00     |               |        |                                                   |
| Australië              | 2 - 0 (1 - 0) | Italië | Scheidsrechters: Laurine Delforge Hyun-young Kang |
| Kenny 21' Flanagan 40' |               |        | Scheidsrechters: Laurine Delforge Hyun-young Kang |

| 30 juni 2015 15:30                                 |               |         |                                               |
| Nieuw-Zeeland                                      | 5 - 1 (1 - 1) | Japan   | Scheidsrechters: Sarah Wilson Irene Presenqui |
| Webster 5' Cocks 34' Punt 42' Pearce 49' Flynn 54' |               | 4' Kato | Scheidsrechters: Sarah Wilson Irene Presenqui |

| 30 juni 2015 18:00                                             |               |       |                                                |
| Nederland                                                      | 7 - 0 (5 - 0) | India | Scheidsrechters: Annelize Rostron Xiaoying Liu |
| Van As 1' Welten 9', 48' Van Maasakker 16', 26', 53' Zerbo 18' |               |       | Scheidsrechters: Annelize Rostron Xiaoying Liu |

| 30 juni 2015 20:30                            |               |                                |                                              |
| Zuid-Korea                                    | 2 - 2 (1 - 0) | België                         | Scheidsrechters: Amber Church Melissa Trivic |
| M. Park 4' Cheon 60'                          |               | 37' Versavel 45' Simons        | Scheidsrechters: Amber Church Melissa Trivic |
| Shoot-out                                     |               |                                | Scheidsrechters: Amber Church Melissa Trivic |
| M. Park goal D. Kim goal S. Park mis Han goal | 3 – 0         | mis Gerniers mis Boon mis Raes | Scheidsrechters: Amber Church Melissa Trivic |

### Kruisingswedstrijden
Om plaatsen 5-8
| 2 juli 2015 13:00                                                                |               |                                                                                 |                                                |
| India                                                                            | 1 - 1 (0 - 1) | Italië                                                                          | Scheidsrechters: Laurine Delforge Xiaoying Liu |
| Ra. Rani 33'                                                                     |               | 9' Pacella                                                                      | Scheidsrechters: Laurine Delforge Xiaoying Liu |
| Shoot-out                                                                        |               |                                                                                 | Scheidsrechters: Laurine Delforge Xiaoying Liu |
| Kaur goal Katariya mis Thokchom goal Ra. Rani goal Deepika goal —— Ra. Rani goal | 5 – 4         | goal Braconi mis Mirabella goal Casale goal Ruggieri goal Tiddi —— mis Ruggieri | Scheidsrechters: Laurine Delforge Xiaoying Liu |

| 2 juli 2015 15:30                                      |               |                                                               |                                                |
| België                                                 | 1 - 1 (1 - 1) | Japan                                                         | Scheidsrechters: Claire Adenot Hyun-young Kang |
| De Groof 22'                                           |               | 18' Oikawa                                                    | Scheidsrechters: Claire Adenot Hyun-young Kang |
| Shoot-out                                              |               |                                                               | Scheidsrechters: Claire Adenot Hyun-young Kang |
| Vanden Borre mis Van Lindt goal Gerniers mis Raes goal | 2 – 4         | mis Nakashima goal Yamamoto goal Shibata goal Nagai goal Kato | Scheidsrechters: Claire Adenot Hyun-young Kang |

Halve finale
| 2 juli 2015 18:00                                                 |               |              |                                                        |
| Nederland                                                         | 5 - 1 (3 - 1) | Australië    | Scheidsrechters: Carolina de la Fuente Irene Presenqui |
| Dirkse van den Heuvel 14' Paumen 15' Zerbo 20' Welten 45' Bos 53' |               | 30' Slattery | Scheidsrechters: Carolina de la Fuente Irene Presenqui |

| 2 juli 2015 20:30                                        |               |                                                  |                                              |
| Zuid-Korea                                               | 1 - 1 (1 - 1) | Nieuw-Zeeland                                    | Scheidsrechters: Melissa Trivic Sarah Wilson |
| M. Park 25'                                              |               | 27' Flynn                                        | Scheidsrechters: Melissa Trivic Sarah Wilson |
| Shoot-out                                                |               |                                                  | Scheidsrechters: Melissa Trivic Sarah Wilson |
| D. Kim goal M. Park goal Han goal Cheon mis S. Park goal | 4 – 2         | mis King goal Gunson goal Charlton mis Michelsen | Scheidsrechters: Melissa Trivic Sarah Wilson |

## Plaatsingswedstrijden
Om de 9e/10e plaats
| 30 juni 2015 10:30 |               |                                                                 |                                                  |
| Frankrijk          | 1 - 5 (0 - 1) | Polen                                                           | Scheidsrechters: Carolina de la Fuente Hong Chen |
| Billore 35'        |               | 22', 46' Katerla 41' Sławińska 51' Wiśniewska 56' Marchinkowska | Scheidsrechters: Carolina de la Fuente Hong Chen |

Om de 7e/8e plaats
| 4 juli 2015 10:30         |               |                                                     |                                             |
| Italië                    | 2 - 4 (1 - 2) | België                                              | Scheidsrechters: Hong Chen Annelize Rostron |
| Ronsisvalli 15' Tiddi 41' |               | 19', 48' Versavel 25' Vanden Borre 52' Vandermeiren | Scheidsrechters: Hong Chen Annelize Rostron |

Om de 5e/6e plaats
| 4 juli 2015 13:00 |               |       |                                                        |
| India             | 1 - 0 (1 - 0) | Japan | Scheidsrechters: Carolina de la Fuente Irene Presenqui |
| Ra. Rani 13'      |               |       | Scheidsrechters: Carolina de la Fuente Irene Presenqui |

Om de 3e/4e plaats
| 4 juli 2015 15:30                              |               |                        |                                             |
| Australië                                      | 4 - 2 (3 - 0) | Nieuw-Zeeland          | Scheidsrechters: Sarah Wilson Claire Adenot |
| Smith 3' Claxton 4' Williams 15' Nanscawen 45' |               | 34' Michelsen 48' Punt | Scheidsrechters: Sarah Wilson Claire Adenot |

Finale
| 4 juli 2015 18:00          |               |            |                                                |
| Nederland                  | 2 - 1 (0 - 0) | Zuid-Korea | Scheidsrechters: Laurine Delforge Amber Church |
| Van Maasakker 44' Hoog 58' |               | 34' B. Kim | Scheidsrechters: Laurine Delforge Amber Church |

## Plaatsing voor de finale en de Olympische Spelen
Voor de finale van de World League is gastland Argentinië automatisch geplaatst. Argentinië haalde de halve finale waardoor alle halvefinalisten van de twee toernooien naar de finale gaan. Als dit niet zou zijn gebeurd, dan viel het land af dat van de twee landen die als vierde eindigen, het laagst op de actuele wereldranglijst tijdens het toernooi stond.
Voor de Olympische Spelen plaatsen zich de vijf continentale kampioenen en gastland Brazilië als het een voldoende niveau zou tonen. Het lukte Brazilië echter niet om bij de eerste 40 op de wereldranglijst eind 2014 te staan of een top zeven op de Pan-Amerikaanse Spelen 2015 te halen. Daardoor resteren er nog zeven olympische tickets die allen vergeven worden tijdens deze halve finale.
De tickets gaan naar de zeven landen die in deze halve finale het hoogst zijn geëindigd en in 2015 (in Azië in 2014) geen continentaal kampioen zijn geworden. Dat betekent dat sowieso de beste drie landen uit elk toernooi zeker zijn van de Olympische Spelen en ook van de twee landen die als vierde eindigen, het land dat hoogste staat op de wereldranglijst ten tijde van de halve finales. Landen die daar net achter eindigen kunnen ook naar de Spelen als er voldoende tickets vrij komen. Als bijvoorbeeld Nederland in Antwerpen bij de eerste drie eindigt, maar later ook Europees kampioen wordt, dan komt er een ticket vrij voor het andere land dat vierde is geworden. Het eerstvolgende ticket dat vrijkomt, gaat dan naar het beste land dat vijfde is geworden, et cetera.
In de onderstaande tabel wordt van beide halve finaletoernooien de eindstand gegeven en welke landen zich op basis waarvan hebben geplaatst voor de Olympische Spelen.
| Rang   | Valencia           | Brasschaat      |
| ------ | ------------------ | --------------- |
| Goud   | Groot-Brittannië * | Nederland *     |
| Zilver | China *            | Zuid-Korea *    |
| Brons  | Duitsland *        | Australië *     |
| 4      | Argentinië *       | Nieuw-Zeeland * |
| 5      | Verenigde Staten   | India           |
| 6      | Spanje             | Japan           |
| 7      | Zuid-Afrika        | België          |
| 8      | Ierland            | Italië          |
| 9      | Canada             | Polen           |
| 10     | Uruguay            | Frankrijk       |

* Gekwalificeerd voor de finale van de World Hockey League
Gekwalificeerd voor de Olympische Spelen:
    als continentaal kampioen
    via de Hockey World League
    via de Hockey World League omdat Zuid-Afrika als continentaal kampioen geen gebruik maakte van het olympisch ticket